# Rogóźno (województwo kujawsko-pomorskie)
Rogóźno  (niem. Roggenhausen) – wieś w Polsce położona w województwie kujawsko-pomorskim, w powiecie grudziądzkim, w gminie Rogóźno.

## Podział administracyjny

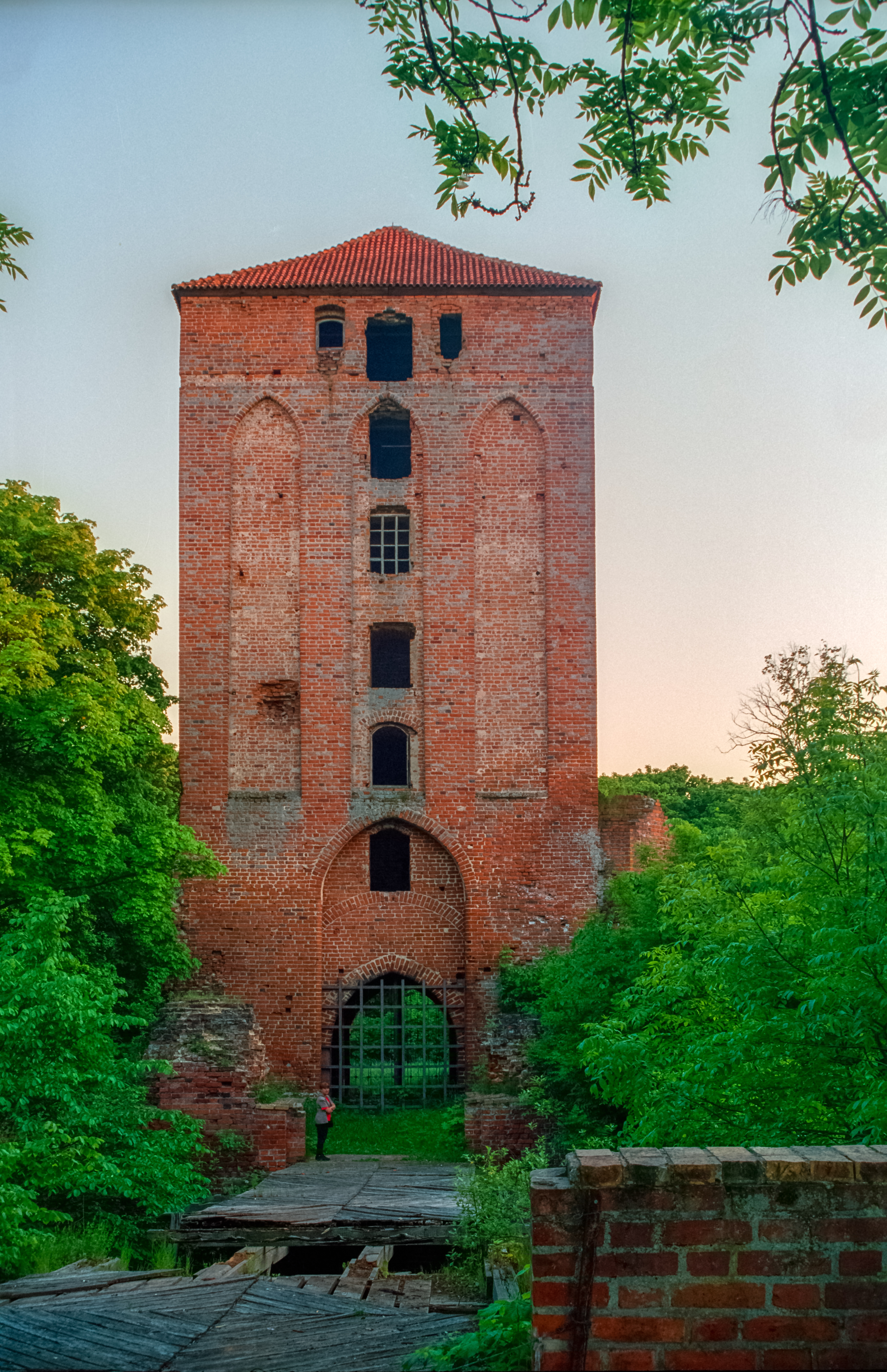
Wieża bramna

W latach 1975–1998 miejscowość położona była w województwie toruńskim. Miejscowość jest siedzibą gminy Rogóźno.

## Demografia
Według Narodowego Spisu Powszechnego (III 2011 r.) wieś liczyła 946 mieszkańców. Jest największą miejscowością gminy Rogóźno.

## Historia i zabytki
Wieś wzmiankowana w przywileju krzyżackim z 1410 roku. We wsi znajduje się kościół parafialny pw. św. Wojciecha, założony ok. 1300 r., obecny kościół zbudowany został na początku XIV wieku. Kościół jest gotycki, orientowany, został zbudowany z kamienia polnego, zaś zakrystia, wieża i szczyty z cegły. W XVII wieku dwukrotnie niszczona przez Szwedów, odbudowywana z użyciem cegieł z zamku. Wyposażenie z XVIII/XIX wieku, głównie barokowe. We wsi, a dokładnie we wsi Rogóźno-Zamek znajdują się ruiny warowni krzyżackiej, zrujnowanej przez Szwedów. Zachowała się wieża bramna zamknięta broną i fragment przyziemia.
Kościół wpisany jest do rejestru zabytków NID pod nr rej. A/202 z 13.07.1936.

## II wojna światowa
Na wiejskim cmentarzu znajduje się mogiła zbiorowa 36 mieszkańców okolicznych wsi pomordowanych przez hitlerowców jesienią 1939 roku.

## Komunikacja
Na terenie wsi znajduje się 5 przystanków autobusowych: Rogóźno I, Rogóźno II, Rogóźno / Dworzec kolejowy, Rogóźno / Kościół oraz Rogóźno / Urząd Gminy, na których zatrzymują się linie autobusowe nr 3 i 7.